# Dalmatinska nogometna liga – Jug 1973./74.

Dalmatinska nogometna liga – Jug (također i kao Dalmatinska nogometna liga – Južna skupina) je bila jedna od dvije skupine Dalmatinske nogometne lige u sezoni 1973./74., četvrtog stupnja nogometnog prvenstva Jugoslavije. 
 
Sudjelovalo je 13 klubova, a prvak je bio "Orkan" iz Dugog Rata.

## Ljestvica
| Poredak | Klub              | Utakmica | Pobjeda | Neodlučeno | Poraza | Postigli golova | Primili golova | Gol-razlika | Bodova |
| ------- | ----------------- | -------- | ------- | ---------- | ------ | --------------- | -------------- | ----------- | ------ |
| 1.      | Orkan Dugi Rat    | 24       | 15      | 3          | 6      | 50              | 33             | +17         | 33     |
| 2.      | Dubrovnik         | 24       | 12      | 7          | 5      | 47              | 23             | +24         | 31     |
| 3.      | Zmaj Makarska     | 24       | 11      | 6          | 7      | 51              | 36             | +15         | 28     |
| 4.      | Zmaj Blato        | 24       | 11      | 6          | 7      | 44              | 39             | +5          | 28     |
| 5.      | Mračaj Runović    | 24       | 11      | 6          | 7      | 34              | 32             | +2          | 28     |
| 6.      | Neretvanac Opuzen | 24       | 12      | 3          | 9      | 39              | 27             | +12         | 27     |
| 7.      | Slaven Gruda      | 24       | 9       | 7          | 8      | 35              | 34             | +1          | 25     |
| 8.      | Urania Baška Voda | 24       | 8       | 9          | 7      | 34              | 35             | -1          | 25     |
| 9.      | Omiš              | 24       | 8       | 8          | 8      | 27              | 22             | +5          | 24     |
| 10.     | Jadran Ploče      | 24       | 7       | 6          | 11     | 35              | 43             | -8          | 20     |
| 11.     | Primorac Stobreč  | 24       | 8       | 3          | 13     | 36              | 43             | -7          | 19     |
| 12.     | Cavtat            | 24       | 3       | 6          | 15     | 22              | 51             | -29         | 12     |
| 13.     | Omladinac Lastovo | 24       | 5       | 2          | 17     | 24              | 58             | -38         | 12     |

## Rezultatska križaljka
| kratica | klub              | CAV | DUB | JAD | MRA      | NER | OMIŠ | OML      | ORK      | PRI | SLA | URA      | ZMB | ZMM |
| --- | ----------------- | --- | --- | --- | -------- | --- | ---- | -------- | -------- | --- | --- | -------- | --- | --- |
| CAV | Cavtat            |     |     |     | 2:1      |     |      |          | 0:1      |     |     |          |     | 0:1 |
| DUB | Dubrovnik         |     |     |     | 1:1      |     |      |          | 2:0      |     |     |          |     |     |
| JAD | Jadran Ploče      |     |     |     | 1:1      |     |      |          | 1:0      |     |     |          |     | 1:1 |
| MRA | Mračaj Runović    | 1:0 | 2:1 | 1:0 |          | 2:1 | 1:0  | 3:0 p.f. | 0:1      | 3:2 | 0:0 | 1:2      | 3:2 | 3:2 |
| NER | Neretvanac Opuzen |     |     |     | 0:0      |     |      |          | 0:3 p.f. |     |     |          |     | 1:0 |
| OMIŠ | Omiš              |     |     |     | 1:0      |     |      |          | 3:2      |     |     |          |     | 0:1 |
| OML | Omladinac Lastovo |     |     |     | 3:0 p.f. |     |      |          | 1:1      |     |     |          |     | 4:2 |
| ORK | Orkan Dugi Rat    | 4:0 | 2:1 | 4:1 | 3:0      | 0:3 | 2:1  | 3:0 p.f. |          | 3:2 | 2:0 | 7:5      | 4:1 | 1:1 |
| PRI | Primorac Stobreč  |     |     |     | 4:1      |     |      |          | 1:1      |     |     |          |     | 2:6 |
| SLA | Slaven Gruda      |     |     |     | 0:2      |     |      |          | 0:1      |     |     |          |     | 4:2 |
| URA | Urania Baška Voda |     |     |     | 2:4      |     |      |          | 0:2      |     |     |          |     | 1:1 |
| ZMB | Zmaj Blato        |     |     |     | 2:2      | 2:0 |      |          | 4:3      |     |     |          |     | 1:1 |
| ZMM | Zmaj Makarska     | 2:0 | 1:1 | 3:2 | 2:2      | 2:1 | 0:2  | 3:0 p.f. | 6:0      | 4:2 | 3:0 | 3:0 p.f. | 4:5 |     |
| |                   |     |     |     |          |     |      |          |          |     |     |          |     |     |
| podebljan rezultat - utakmice od 1. do 13. kola (1. utakmica između klubova) rezultat normalne debljine - utakmice od 14. do 26. kola (2. utakmica između klubova) rezultat nakošen - nije vidljiv redoslijed odigravanja međusobnih utakmica iz dostupnih izvora rezultat nakošen i smanjen * - iz dostupnih izvora nije uočljiv domaćin susreta prekrižen rezultat - poništena ili brisana utakmica p - utakmica prekinuta 3:0 p.f. / 0:3 p.f. - rezultat 3:0 bez borbe |                   |     |     |     |          |     |      |          |          |     |     |          |     |     |

 Izvori: 

## Za prvaka Dalmatinske lige
Ujedno i kvalifikacije za Hrvatsku ligu. Igrano 9. i 16. lipnja 1974. 
| Solin |  | – |  | Orkan Dugi Rat |  | 3:0 |  | 3:0 |

Solin izborio ulazak u Hrvatsku ligu.
 Izvori: